# Źródło Zdrowej Wody

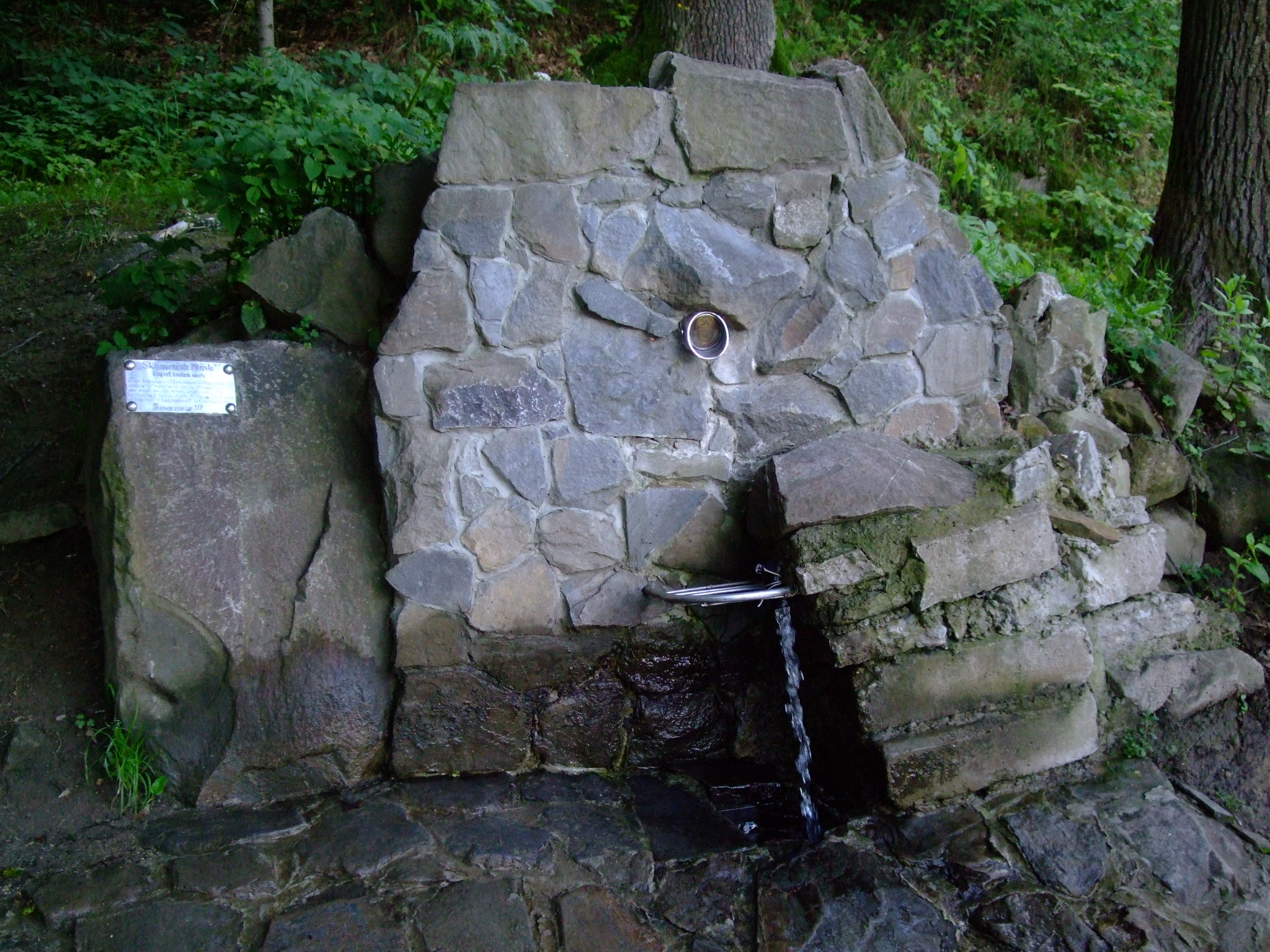

Źródło Zdrowej Wody – źródło wypływające u zachodnich podnóży stoku Skała w Ciężkowicach. Znajduje się w odległości około 1 km od centrum Ciężkowic, po lewej stronie drogi wojewódzkiej nr 977 z Tarnowa do  Gorlic. Jest tutaj parking, bufet i brama wejściowa do rezerwatu przyrody Skamieniałe Miasto. Z jednej strony tej bramy znajduje się duża wychodnia skalna Grunwald, z drugiej omurowane źródełko zwane Źródłem Zdrowej Wody.
Źródło znane było od dawna. Uważano, że jego woda ma własności lecznicze. Seweryn Udziela w 1931 r. tak pisał: “W jednym miejscu stoi skala może dwumetrowej wysokości, na której szczycie jest studzienka stożkowata z woda cudowna, która przemywają ludzie chore oczy, aby je wyleczyć. Za każde przemycie wrzuca się do wody grosz, jako opłatę za wyleczenie. Zaglądają tam pastuszkowie i wybierają grosze ofiarowane”.